# Aryst (Fircyk w zalotach)
Aryst – postać literacka, bohater komedii Franciszka Zabłockiego Fircyk w zalotach, mąż Klaryssy, hazardzista.
To Sarmata, pozował na Rzymianina. Z natury człowiek gwałtowny, łatwo wpadający w złość. Niegdyś był lekkoduchem, obecnie szalenie zazdrosny o swoją żonę Klaryssę. Sądził, że małżonka ma romans z Fircykiem, jednak okazało się, że ten pragnie poślubić Podstolinę, siostrę Arysta.